# Lucius Volcacius Primus
Lucius Volcacius Primus (vollständige Namensform Lucius Volcacius Quinti filius Velina Primus) war ein im 1. Jahrhundert n. Chr. lebender Angehöriger des römischen Ritterstandes (Eques). Durch eine Inschrift sind einzelne Stationen seiner Laufbahn bekannt. Seine Laufbahn ist in der Inschrift in aufsteigender Reihenfolge wiedergegeben. Eine weitere, ähnliche Inschrift ist nur unvollständig erhalten.
Die militärische Laufbahn des Primus bestand aus den für einen Angehörigen des Ritterstandes üblichen Tres militiae, die er wahrscheinlich in den letzten Jahren der Regierungszeit von Claudius (41–54) begann. Er übernahm zunächst als Präfekt die Leitung der Cohors I Noricorum, die in der Provinz Pannonia stationiert war. Danach war er im Range eines Präfekten für die Überwachung eines Abschnittes der Donau (praefecto ripae Danuvii) sowie zweier Gemeinden von Boiern und Azali (et civitatium duarum Boiorum et Azaliorum) zuständig. Im Anschluss wurde er Tribunus militum in der Legio V Macedonica, die in der Provinz Moesia stationiert war. Den Abschluss bildete das Kommando als Präfekt der Ala I Pannoniorum, die in der Provinz Africa stationiert war.
Nach Beendigung seiner militärischen Laufbahn kehrte er in seine Heimatstadt zurück. Wie aus der ersten Inschrift hervorgeht, wurde er dort zunächst Duovir und danach Duovir quinquennalis (IIviro quinquennali). Aus einer dritten Inschrift ist ersichtlich, dass er danach ein weiteres Mal Duovir wurde (IIviro II quinquennali). Er übernahm dann die Funktion eines Priesters (Flamen) für die vergöttlichten Kaiser (flamini divorum Omnium) und wurde Patron seiner Heimatstadt (patrono Coloniae).
Primus war in der Tribus Velina eingeschrieben und stammte aus Firmum Picenum, dem heutigen Fermo, wo auch die Inschriften gefunden wurde.